# Rua do Comércio, 24
O Edifício na Rua do Comércio nº 24, em Santa Leopoldina, é um bem cultural tombado pelo Conselho Estadual de Cultura do Espírito Santo, inscrição no Livro do Tombo Histórico sob o nº 32 a 68, folhas 4v a 7v.

## Importância
No livro "Arquitetura: Patrimônio Cultural do Espírito Santo", publicado pela Secretaria de Cultura do Espírito Santo em 2009, o edifício é descrito como um comércio do início do século XX destinado ao comércio de produtos importados. Sua descrição é: "apresenta composição restrita à disposição dos vãos de porta na “fachada da cidade” e na “fachada do rio”, respectivamente edificadas no limite da rua, sobre a testada frontal do terreno, e no limite da encosta, sobre rio Santa Maria da Vitória. Ponto de passagem da produção da colônia de Santa Leopoldina, o edifício de um só pavimento possui significado e valor arquitetônico quando contemplado em sua inserção no conjunto urbano da rua do Comércio. Descaracterizado duplamente pela mudança da modenatura dos vãos de porta e pela inserção de uma marquise plana em concreto armado, o edifício mantém sua destinação comercial, tendo como proprietários membros da família de Valdemar Nickel".

## Tombamento
O edifício foi objeto de um tombamento de patrimônio cultural pelo Conselho Estadual de Cultura, de número 05, em 30 de julho de 1983, Inscr. nº 32 a 68, folhas 4v a 7v. O processo de tombamento inclui quase quarenta imóveis históricos de Santa Leopoldina. No ato de tombamento, é listado como proprietário Valdemar Nickel.
O tombamento desse edifício e outros bens culturais de Santa Leopoldina foi principalmente decorrente da resolução número 01 de 1983, em que foram aprovadas normas sobre o tombamento de bens de domínio privado, pertencentes a pessoas naturais ou jurídicas, inclusive ordens ou instituições religiosas, e de domínio público, pertencentes ao Estado e Municípios, no Espírito Santo. Nessa norma foi estabelecido que, entre outros pontos:
- "O tombamento de bens se inicia por deliberação do CEC “ex-offício”, ou por provocação do proprietário ou de qualquer pessoa, natural ou jurídica, e será precedido, obrigatoriamente, de processo", ponto 3;
- "Em se tratando de bem(s) pertencente(s) a particular(es), cujo tombamento tenha caráter compulsório, e aprovado o tombamento, o Presidente do CEC expedirá a notificação de que trata o artigo 5°. I do Decreto n° 636-N, de 28.02.75, ao interessado que terá o prazo de 15(quinze) dias, a contar do seu recebimento, para anuir ou impugnar o tombamento", ponto 12.[3]

As resoluções tiveram como motivador a preservação histórico-cultural de Santa Leopoldina contra a especulação imobiliária, que levou à destruição de bens culturais à época.

## Localização
A casa está localizada atualmente na mesma rua, no número 1482.